# 鄭佐廷
鄭佐廷為中國清朝官員，本籍安徽。舉人出身的鄭佐廷於1817年（嘉慶22年）以鹿港同知奉旨接替汪楠，於台灣地區兩度代理擔任台灣府知府。而此官職是台灣清治時期此期間，受台灣道制約的台灣地方父母官。